# Matteo Bisiani
Matteo Bisiani (Monfalcone, 2 agosto 1976) è un ex arciere italiano.

## Biografia

### Carriera agonistica
Bisiani inizia la carriera da arciere nel 1988, nel 1993 entra nei gruppi Nazionali e vince la medaglia d'argento a squadre ai campionati mondiali juniores.
L'anno seguente si trasferisce a Roma per intraprendere il percorso sportivo indetto dalla FITARCO per volere dell'allora Presidente Gino Mattielli e si laurea campione mondiale juniores a squadre.
Nel 1995 si laurea campione italiano indoor nella categoria assoluti e seniores, ai campionati mondiali di Giacarta conquista l'argento a squadre insieme a Andrea Parenti e Alessandro Rivolta ed il bronzo, sempre a squadre, ai mondiali indoor di Birmingham
Nel 1996 partecipa ai Giochi olimpici di Atlanta 1996 dove viene eliminato agli ottavi di finale dallo svedese numero sette del ranking e futuro argento Magnus Petersson, ma vince la medaglia di bronzo a squadre insieme a Michele Frangilli e Andrea Parenti dopo aver perso la semifinale contro la squadra statunitense e battuto l'Australia nella finale per il terzo posto.
Nello stesso anno si laurea ancora campione italiano indoor assoluto e vince l'argento individuale a squadre agli Europei indoor di Mol.
Nel 1997 partecipa ai XIII Giochi del Mediterraneo di Bari, conquistando l'argento a squadre, e ai mondiali indoor di Istanbul, dove arriva terzo a squadre insieme a Frangilli e Clini.
Agli europei indoor del 1998 vince l'argento individuale e l'oro a squadre.
Tra il 1999 ed il 2000 conquista i suoi successi più importanti: prima si laurea campione mondiale a squadre a Riom 1999 insieme a Frangilli e Ilario Di Buò, classificandosi anche quarto nell'individuale, con gli stessi compagni perde la finale a squadre ai mondiali indoor di L'Avana, poi ai Giochi olimpici di Sydney 2000 raggiunge la finale a squadre dove viene sconfitto dalla squadra coreana composta da Jang Yong-ho, Kim Chung-tae e Oh Kyo-moon, si laurea anche campione europeo indoor.
Lo stesso anno il Presidente della Repubblica Carlo Azeglio Ciampi gli consegna il titolo di Ufficiale della Repubblica per i risultati ottenuti.
Nel 2002 riceve il "Collare d'Oro al Valore Atletico", la più alta onorificenza del CONI.
Nel 2004 viene convocato come riserva per i Giochi di Atene 2004.
Nel 2006 chiude la carriera agonistica, il suo palmarès annovera 32 podi ai vari campionati italiani, 26 podi in gare internazionali e Grand Prix Europei e oltre 100 podi in gare nazionali.

### Dopo il ritiro
Iscritto all'albo dei tecnici della Fitarco dal 2002, da giugno 2006 è allenatore della squadra nazionale juniores under 18 e under 16 Fitarco.
Da marzo 2008 fino a dicembre 2010 è allenatore della squadra nazionale seniores femminile, sotto la sua guida la squadra si aggiudica il 5º posto a Pechino 2008, il migliore risultato di sempre.
A dicembre 2008 consegue, in Portogallo, il brevetto di Allenatore EMAU (European and Mediterranean Archery Union), primo ed unico in Italia.
Da gennaio 2011 è allenatore delle squadre nazionali juniores.

## Palmarès
- Giochi olimpici

Atlanta 1996: bronzo a squadre.
Sydney 2000: argento a a squadre.
- Mondiali

Giacarta 1995: argento a squadre.
Riom 1999: oro a squadre.
- Mondiali indoor

Birmingham 1995: bronzo a squadre.
Istanbul 1997: bronzo a squadre.
L'Avana 1999: argento a squadre.
- Europei indoor

Mol 1996: argento individuale e a squadre.
1998: oro a squadre, argento individuale.
- Giochi del Mediterraneo

Bari 1997: argento a squadre.